# Сделка РЕПО
Сделка РЕПО, или соглашение РЕПО (от англ. repurchase agreement, repo) — сделка купли (продажи) ценной бумаги с обязательством обратной продажи (покупки) через определённый срок по заранее определённой в этом соглашении цене. Иначе говоря, соглашение РЕПО условно может рассматриваться как краткосрочный заём денежных средств под залог ценных бумаг (облигаций, векселей, депозитных сертификатов), принадлежащих продавцу, чаще всего краткосрочных долговых бумаг денежного рынка — при этом, чисто юридически, соглашение РЕПО оформляется как купля и продажа, а не как заём.
Сделки РЕПО часто совершаются с целью кредитования участников рынка деньгами либо ценными бумагами (во втором случае доход кредитующей стороны реализуется через разницу цен между второй и первой частями данной сделки). Механизм операций РЕПО подразумевает, что на срок предоставления денежных средств ценные бумаги, выступающие в качестве обеспечения, переходят в собственность к кредитору, что упрощает разрешение ситуаций при неисполнении обязательств заёмщиком и снижает кредитный риск. В России сделки РЕПО регулируются Федеральным законом от 22 апреля 1996 года № 39-ФЗ (в редакции от 30 декабря 2015 года) «О рынке ценных бумаг» и Гражданским кодексом Российской Федерации (статья 454).
Сделка РЕПО состоит из двух частей — первая и вторая часть (прямая и обратная часть). Как правило, первая часть является обычной текущей (спот-) сделкой, вторая часть является срочной (форвард-) сделкой.
Ставка РЕПО — положительная или отрицательная величина, выраженная в процентах, используемая для расчёта цены второй части сделки РЕПО.
Срок РЕПО — интервал между первой и второй частями сделки РЕПО.

## Виды сделок РЕПО
Сделкой прямого РЕПО называется сделка продажи с обязательством обратной покупки ценной бумаги.
Сделкой обратного РЕПО (англ. reverse repo) называется сделка покупки с обязательством обратной продажи ценной бумаги.
По сроку существования:
- Внутридневные — первая и вторая часть сделки происходят в один день;
- Овернайт (overnight — «через ночь») — первая часть сделки происходит сегодня, вторая на следующий день (через ночь);
- Действующие — с фиксированным, но ещё не наступившим, сроком исполнения второй части сделки;
- Открытые — срок исполнения второй части сделки не определён.

По ограничению прав:
- С блокировкой обеспечения — права на ценные бумаги первоначальным покупателем по первой части сделки ограничены;
- Без блокировки обеспечения — без всяких ограничений.

По месту заключения сделки:
- Биржевые — контракты, заключаемые на биржевом рынке (строго стандартизированы);
- Внебиржевые — заключаются вне биржи, сделка может иметь любые параметры.

## Виды контрагентов при совершении биржевых сделок РЕПО
Все биржевые сделки на российском рынке заключаются на Московской бирже. Это огромный рынок со множеством участников, поэтому отдельно стоит выделить виды контрагентов, присутствующих на бирже:
- Междилерское РЕПО — дилеры, профессиональные участники рынка (за исключением Центрального банка, центрального контрагента, Минфина), которые имеют нехватку или избыток денежных средств;
- РЕПО с ЦК — самый массовый сегмент РЕПО на бирже, контрагентом выступает центральный контрагент биржи;
- РЕПО с ЦБ РФ — контрагентом выступает Центральный банк, основная цель — это настройка ликвидности в системе;
- РЕПО с КСУ — сначала формируется пул активов, самими участниками, а взамен получают КСУ (клиринговый сертификат участия), обеспеченный самим пулом.

## Юридические особенности
Если акции передаются по договору РЕПО, то у первоначального продавца на период действия договора появляются дополнительные юридические риски:
- продавец не принимает участие в общем собрании акционеров;
- продавец не может обжаловать решения общего собрания акционеров и сделок акционерного общества.

Если объектом договора РЕПО выступают акции закрытого акционерного общества, возникает вопрос о том, распространяется ли преимущественное право покупки на договор РЕПО и должен ли продавец соблюдать процедуру, предусмотренную акционерным законодательством в этой части.
При банкротстве покупателя или продавца по сделкам РЕПО возникает вопрос, подлежат ли включению в состав конкурсной массы ценные бумаги, являющиеся предметом договора РЕПО. В юридической литературе было высказано мнение, что в случае банкротства одной из сторон переданное по сделке РЕПО лучше рассматривать как залог (продавец выступает залогодателем, а покупатель — залогодержателем). При таком подходе переданное имущество подлежит включению в конкурсную массу только при банкротстве продавца.

## Типовой договор РЕПО
В 2007 году Национальная фондовая ассоциация (ныне «Национальная финансовая ассоциация») в соответствии с мировыми стандартами (Генеральное Соглашение ICMA по РЕПО) разработала «Типовой договор РЕПО» для рынка ценных бумаг, адаптированный к российской законодательно-нормативной базе.

## История
Сделки РЕПО стали использоваться в США с 1917 года, когда в военное время высокие налоги сделали старые формы кредитования менее привлекательными. Вначале сделки РЕПО использовал только Федеральный резерв, чтобы кредитовать другие банки, но практика вскоре распространилась и на других участников рынка. Использование сделок РЕПО было расширено в 1920-х годах, но затем прекратилось во времена Великой депрессии и Второй мировой войны. Затем оно вновь восстановилось в 1950-х годах, и в 1970-х и 1980-х продолжился быстрый рост подобных сделок, отчасти из-за развития компьютерных технологий.
Банк Lehman Brothers, банкротство которого в сентябре 2008 года ознаменовало переход мирового экономического кризиса конца 2000-х в наиболее острую фазу, за счёт использования РЕПО снижал уровень кредитной задолженности, что позволяло ему иметь более высокие рейтинги и лучше выглядеть на рынке.